# Coupe-tube

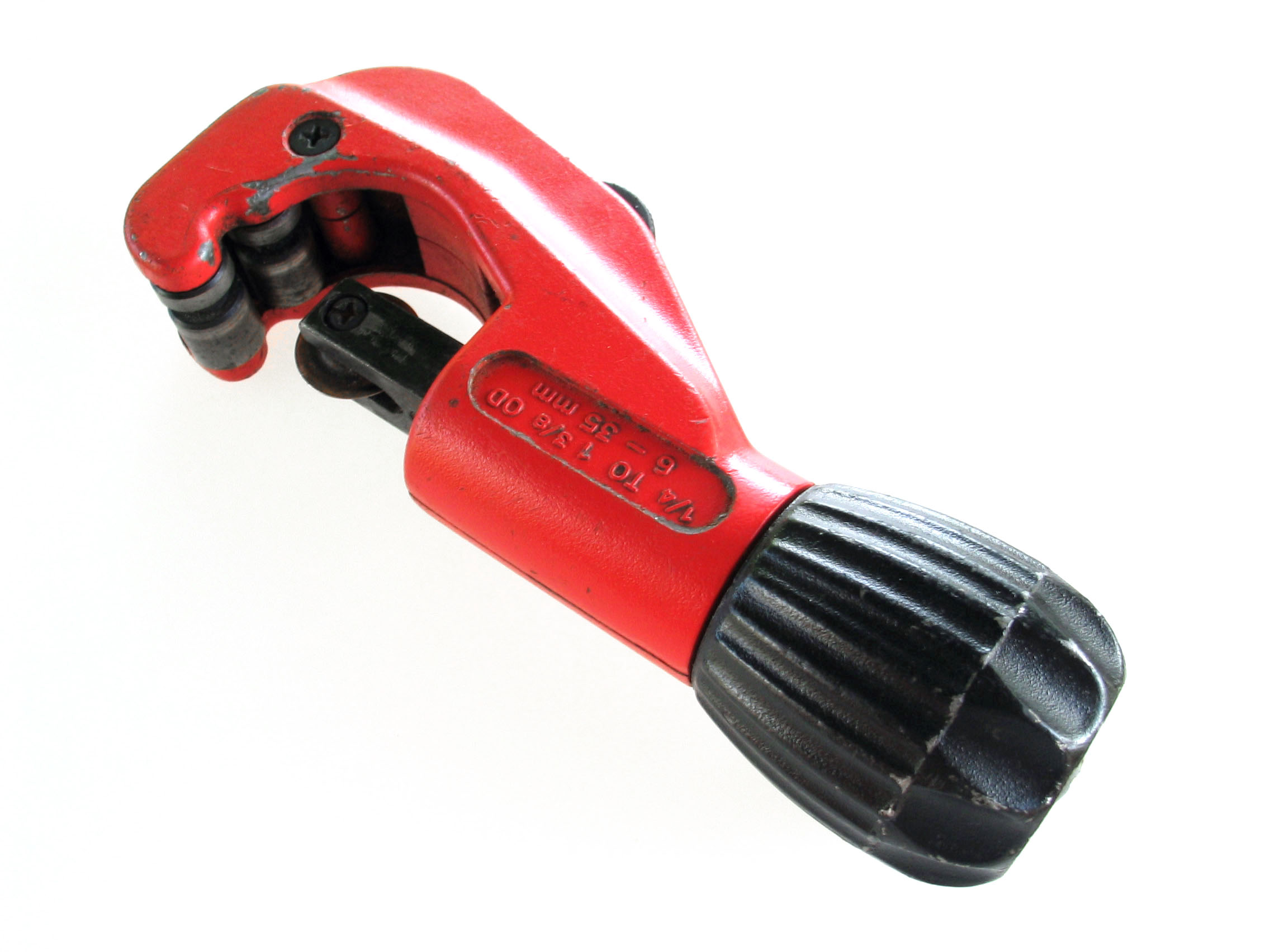
Coupe-tube.

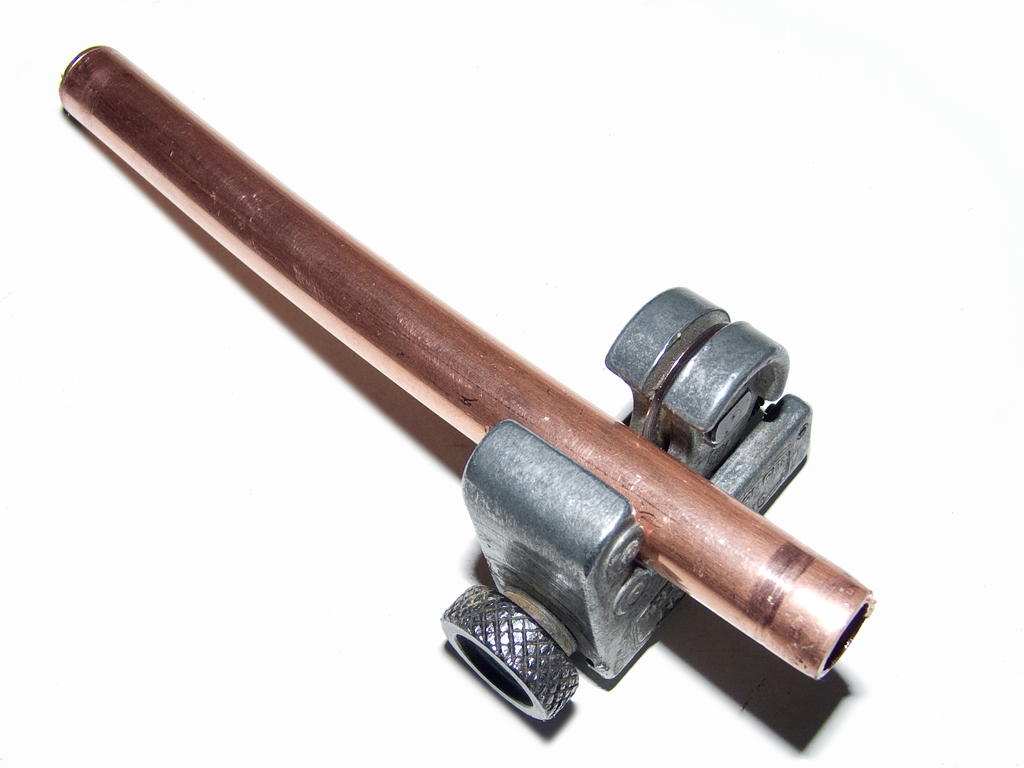
Un tube en cuivre découpé.

Un coupe-tube est un outil utilisé en plomberie ou en installation sanitaire pour couper les tubes et tuyaux.

## Description
Un coupe-tube est un outil à main utilisé pour couper des tubes métalliques. Il est constitué d'une barre en forme de C semblable à une simple pince à vis avec un bras de serrage fixe. Deux rouleaux et une mollette de coupe sont montés sur les pieds opposés. La distance entre eux peut être modifiée au moyen d'une broche filetée.
Pour couper un tube, l'outil est complètement ouvert et le tube inséré. La molette de coupe est pressée contre le tube avec la broche filetée. Si vous tournez maintenant le coupe-tube radialement autour du tube, une encoche est créée. L'encoche est approfondie en réajustant la profondeur de coupe via la broche filetée. Cette procédure est poursuivie jusqu'à ce que le tube soit sectionné. Cet outil est utilisé, par exemple, pour les installations d'eau et de chauffage .
Un type de fraisage est souvent intégré dans le manche de l'outil, avec lequel les interfaces peuvent être ébavurées à l'intérieur. Il existe d'autres outils pour ébavurer l'extérieur. Le coupe-tube avec molette peut également être utilisé pour les tubes en plastique.